# Historial Charles de Gaulle
L’Historial Charles de Gaulle est un musée français situé dans l’Hôtel national des Invalides dans le 7e arrondissement de Paris. L’Historial a pour vocation de présenter l'histoire de l’homme du 18 juin 1940, le général Charles de Gaulle.

## Histoire

### Origine
L’absence de lieu de mémoire gaullienne dans la capitale conduit le président de la République, Jacques Chirac, à lancer le 9 novembre 2004 le projet d’un Historial aux Invalides, en lien avec le musée de l’Armée. L’hôtel des Invalides est choisi pour son prestige, son importance dans l’Histoire de France, sa géographie mais surtout pour la surface disponible.
L’Historial s’intègre dans le programme de modernisation du musée de l’Armée : ATHENA (Armes, Techniques, Histoire, Emblématique, Nation, Armée) de 2003 à 2009. Ce programme a pour ambition de transformer le musée d’objet en musée d’Histoire, en s’appuyant sur trois figures emblématiques des collections: Louis XIV, Napoléon Ier et Charles de Gaulle.
Le Musée possède déjà dans son parcours de visite une partie consacrée au Général, mais uniquement sur son rôle durant la Seconde Guerre mondiale. La création de l’Historial donne une nouvelle dimension avec un espace totalement dédié à Charles de Gaulle, bien au-delà du conflit mondial.
Le chantier est lancé un an plus tard, le 9 novembre 2005, jour du 35eme anniversaire de la mort de Charles de Gaulle. La maîtrise d’œuvre est assurée par le musée de l’Armée et la Fondation de Gaulle, sous tutelle du Ministère des Armées. Quant à la réalisation, elle est confiée aux architectes Alain Moatti et Henri Rivière qui sont sélectionnés parmi plusieurs candidats pour leur proposition d’allier une architecture contemporaine à celle du XVIIe siècle.
Pour construire l’Historial de gros travaux ont été nécessaire : creuser à 12 mètres de profondeur sous une des cours de l’Hôtel des Invalides. Au cours des travaux, des ouvriers ont découverts des vestiges d’un bunker allemand datant de l’Occupation durant la Seconde Guerre mondiale. Bunker qui fallut détruire à « main d’homme » afin de ne pas fragiliser la structure des bâtiments alentour.
Le 22 février 2008, le président de la République Nicolas Sarkozy inaugure l’Historial Charles de Gaulle, qui ouvre officiellement ses portes le lendemain.
Le projet a coûté environ 18 millions d’euros.

### Plan de rénovation
A l’occasion de la grande année gaullienne de 2020, le musée de l’Armée et la Fondation Charles de Gaulle ont souhaité rénover l’historial afin d’améliorer l’expérience et le confort des visiteurs. Au cours de 7 mois de rénovation, l’esthétisme, le discours muséographique ainsi que la signalétique ont été repensés.
Le plus gros du travail a concerné le discours et notamment les interfaces. La technologie étant au cœur de l’Historial, une nouvelle conception des multimédia et des interfaces était nécessaire : 6 dispositifs multimédias et audiovisuels créés et 17 dispositifs rénovés dans le parcours de visite. Des zones de détection infrarouge ont été installées afin que les casques fournis aux visiteurs se déclenchent automatiquement au cours de la visite. Afin d’améliorer l’expérience du visiteur des dispositifs interactifs ont été installés; appelés «débats d’historiens» ces bornes permettent aux visiteurs d’interroger des historiens sur des questions historiques parfois sensibles.
Les nouveaux équipements sont pensés pour respecter les normes actuelles de consommation énergétique et pour favoriser leurs utilisations pour les personnes à mobilités réduites.

## Parcours de visite
L’accès à l’Historial se fait depuis la cour d’honneur, au niveau -1 du musée. Grâce à un audioguide à déclenchement automatique le visiteur découvre le parcours de vie du Général Charles de Gaulle : 
- Le mobile de Calder

Il était important dans la rénovation de l’Historial de donner vie à l’entrée du lieu. Auparavant totalement vide, l’entrée accueille dorénavant un mobile d’Alexander Calder : le mobile à la Croix de Lorraine dit France Forever, réalisé en 1942. D’intérêt patrimonial majeur, l’œuvre a pu être acquise par le musée de l’Armée grâce au mécénat du CIC. Afin de valoriser l’œuvre, un dispositif multimédia interactif est spécialement créé.  
- L’imagerie gaullienne

Une fois l’entrée et le couloir d’exposition passés, l’espace s’ouvre sur une nouvelle installation autour de la représentation de Charles de Gaulle : photographies, dessins et caricatures.
- Le film

Dans le cœur de l’Historial, un film biographique multilingue réalisé par Olivier L. Brunet est projeté sur 5 écrans. La salle prend la forme d'une coupole inversée, réalisée en bois, faisant référence au Dôme où repose Napoléon.
- L’anneau de l’Histoire

Le parcours est organisé de manière circulaire, avec un espace de déambulation de 100 mètres de long. Appelé « l’anneau de l’Histoire », il met en condition le visiteur avec des projections d’images fortes sur les murs. De couleur blanche, les murs sont réalisés en verre strié, lui donnant l’impression d’un léger voile transparent. Le sol, en béton de quartz satiné noir, reflète et accentue les images projetées. L’espace de déambulation est entrecoupé d’alcôves donnant accès aux images d’archives et textes.
- Jeunesse et guerre

Le visiteur commence son parcours en découvrant l’enfance du général, jusqu’à son engagement dans la Première Guerre mondiale, événement marquant dans son parcours militaire. Un dispositif numérique, sous forme de livre, met à disposition du visiteur des extraits d’ouvrage de Charles de Gaulle.
- La France libre

L’espace suivant est dédié à la Seconde Guerre mondiale, notamment à la création et au fonctionnement de la France Libre, dont le général De Gaulle est le chef. Un dispositif numérique interactif met en avant les hommes et les femmes qui ont fait l’histoire de la France Libre.
- La libération

Le parcours se poursuit avec la Libération, illustrée par des images et sons d’archives. Dans cette partie, le visiteur est invité à questionner des historiens spécialistes de la période grâce à une borne interactive.
- La RPF

Dédié au Rassemblement du Peuple Français, parti politique fondé par le général en 1947. Cette partie s’intéresse au décryptage des affiches de l’époque.
- La traversée du désert

La « traversée du désert » fait référence à l’échec politique que connait Charles de Gaulle en 1953. C’est durant cette période qu’il rédige ses Mémoires de guerre, dont certains extraits sont mis à disposition du public grâce à une tablette.
- Le retour au pouvoir

Cette partie est la plus grande. Elle traite du retour au pouvoir de Charles de Gaulle dans un contexte de guerre d’Algérie. Des bornes numériques permettent aux visiteurs d’avoir accès à des débats d’historiens sur des questions complexes. D’autres dispositifs permettent de visionner de nombreuses conférences de presse du général.
- La France dans la Guerre Froide

Seul espace parisien à aborder la question de la Guerre Froide, une animation sous forme de mappemonde, permet de comprendre les relations diplomatiques de la France sous De Gaulle.
- Les Trente glorieuses

A travers des photos, des affiches, des publicités et des extraits sonores, le visiteur plonge dans l’époque des Trente Glorieuses.
- Mai 68

Grâce à une ambiance immersive et une borne interactive, le visiteur découvre comment le général gère la crise de Mai 68 et ses mouvements ouvriers et étudiants.
- Démission et disparition

Un retour sur les dernières années de Charles de Gaulle, de sa démission à sa disparition.

## Expositions temporaires
Dans le cadre de sa rénovation, l’Historial accueille dorénavant dans son couloir, deux fois par an, une exposition temporaire sur un sujet méconnu des années 1890-1970. 
2021
- La campagne d'Erythrée, du 9 novembre au 6 mars 2022.

2022
- La bataille de Bir Hakeim, du 24 mai au 19 septembre 2022

## Informations pratiques
- L'entrée des visiteurs se fait par :
  - 129 rue de Grenelle : côté Esplanade des Invalides
  - 2 place Vauban : côté Dôme des Invalides
  - Les visiteurs en situation de handicap moteur sont invités à se présenter à l'entrée située côté place Vauban.
- Le Musée est ouvert tous les jours de 10h à 18h. Nocturne jusqu’à 21h le mardi, en période d'exposition
- Fermeture les 1er janvier, 1er mai et 25 décembre
- Le site est desservi par les stations de métro Invalides, Varenne et La Tour-Maubourg (lignes 8 et 13) ainsi que par la gare des Invalides (Ligne C du RER).

## Galerie

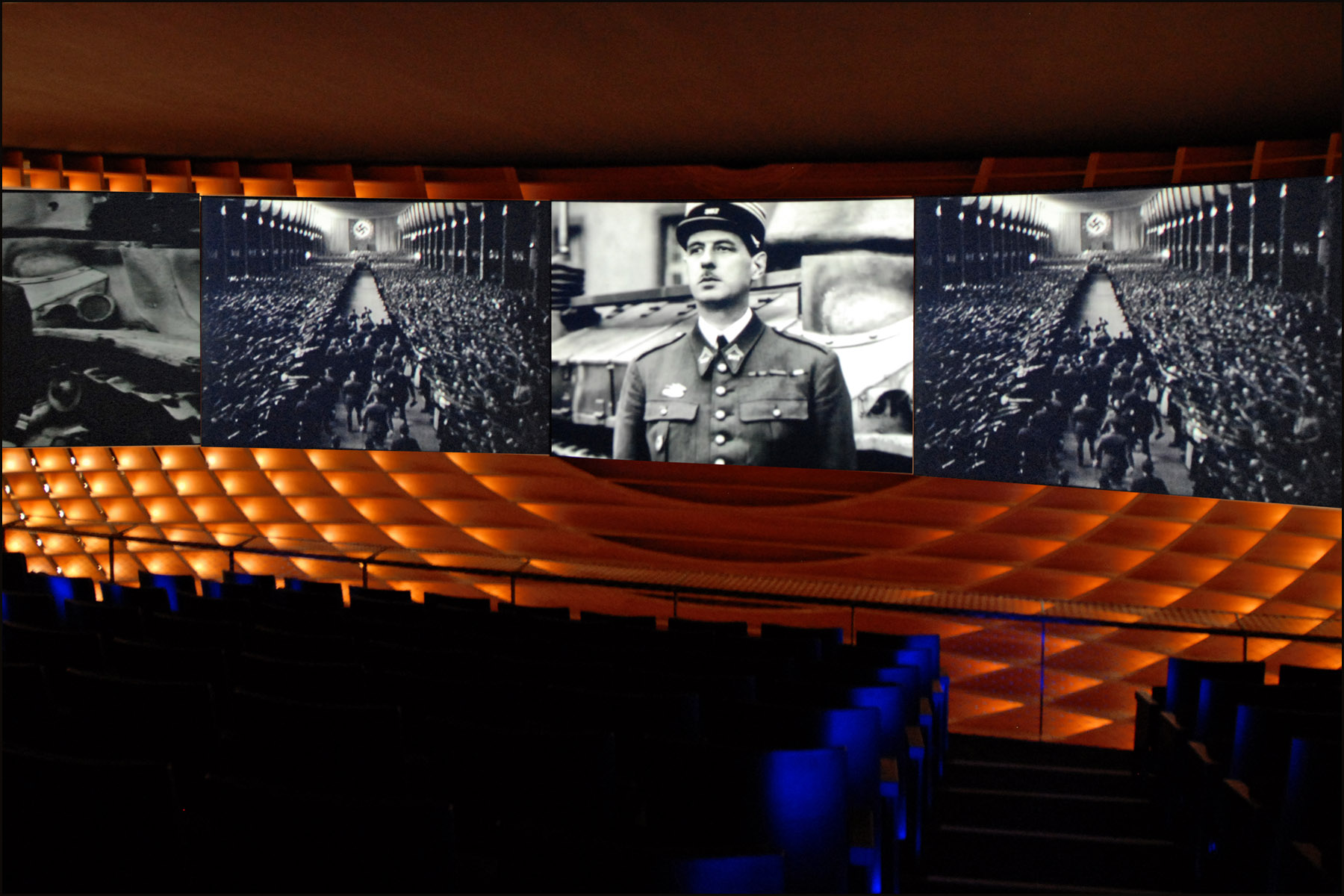
Salle de projection de l'Historial Charles de Gaulle
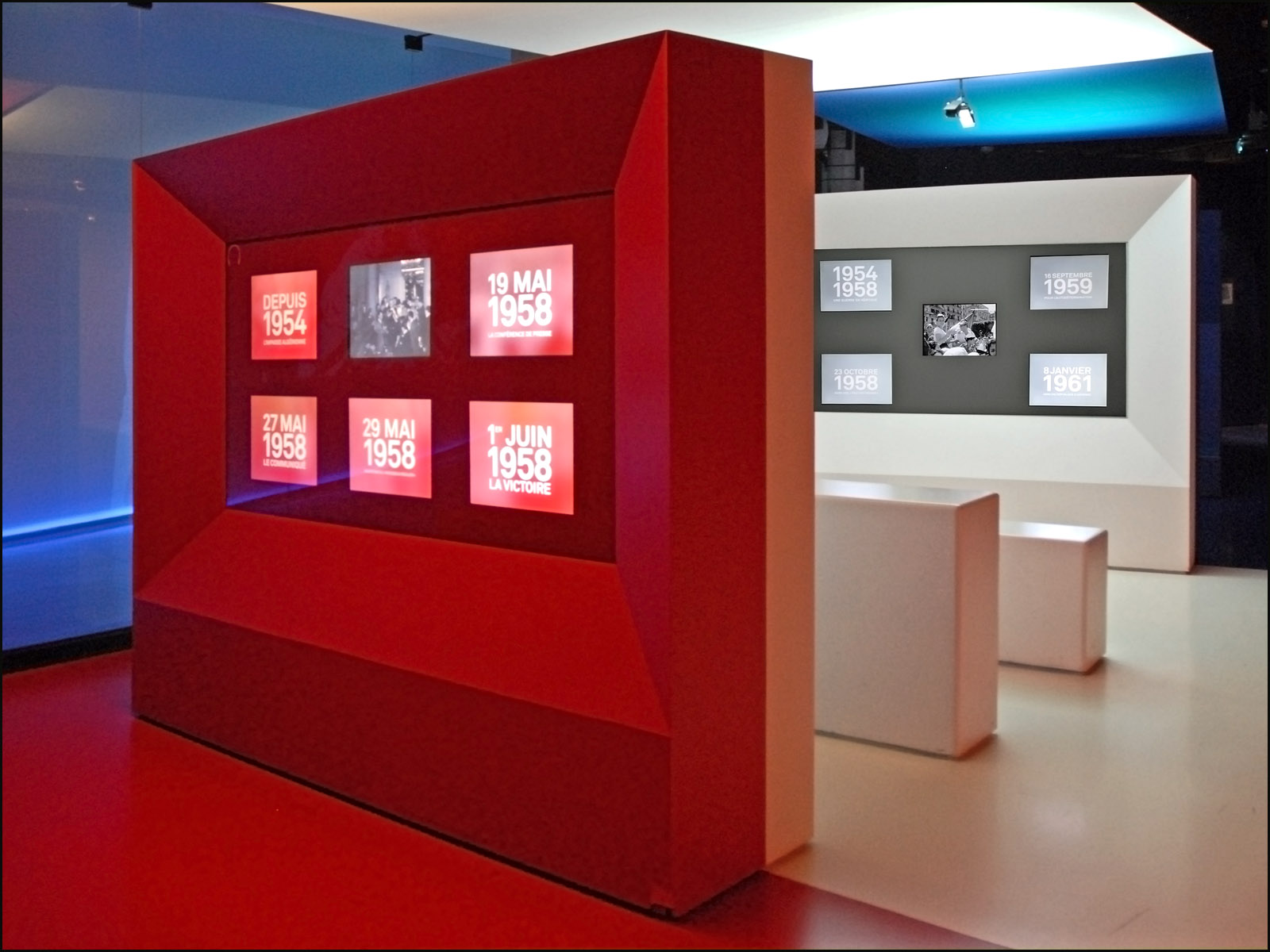
Partie du parcours de visite "le retour au pouvoir" - Intérieur de l'Historial
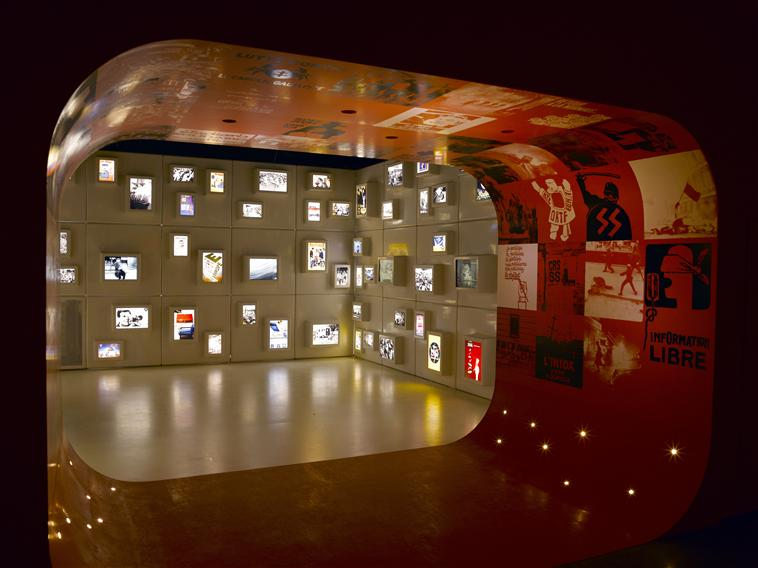
Partie du parcours de visite "Les Trente Glorieuses" - Intérieur de l'Historial